# Grey Gardens (téléfilm)
Pour les articles homonymes, voir Grey Gardens.
Pour plus de détails, voir Fiche technique et Distribution.
Grey Gardens un téléfilm américain réalisé par Michael Sucsy en 2009, issu du documentaire Grey Gardens de Albert et David Maysles tourné en 1975.

## Synopsis
C'est l'histoire vraie, d'Edith Ewing Bouvier Beale tante de Jacqueline Kennedy-Onassis et sa fille little Edith Bouvier Beale, a staunch caracter. Elles vivent seules dans une chambre de leur villa de 14 pièces avec des chats et un raton laveur dans le grenier.

## Fiche technique
- Titre original : Grey Gardens
- Réalisateur : Michael Sucsy
- Scénario : Michael Sucsy (scénario), Patricia Rozema (scénario) et Michael Sucsy (histoire)
- Photographie : Mike Eley
- Musique : Rachel Portman
- Montage : Alan Heim et Lee Percy
- Casting : Ellen Parcs
- Décorateur : Norma Jean Sanders
  - Création des décors : Kalina Ivanov
- Direction artistique : Brandt Gordon
- Costumes : Catherine Marie Thomas
- Production :
  - Producteur : David Coatsworth
  - Coproducteur : Julie Goldstein
  - Producteurs délégués : Lucy Barzun Donnelly (en), Rachael Horovitz (en) et Michael Sucsy
- Société de production : HBO Films
- Société de distribution : Home Box Office
- Genre : Drame et Biopic
- Pays d'origine :  États-Unis
- Langue : anglais
- Durée : 100 minutes
- Diffusion : 
  - 18 avril 2009 sur HBO (États-Unis)
  - 18 juin 2011 sur Arte (France)

## Distribution
- Drew Barrymore (VF : Laura Préjean) : Edith Bouvier Beale, fille
- Jessica Lange (VF : Véronique Augereau) : Edith Bouvier Beale, mère
- Jeanne Tripplehorn (VF : Danièle Douet) : Jacqueline Kennedy Onassis
- Ken Howard (VF : Philippe Catoire) : Phelan Beale
- Kenneth Welsh : Max Gordon
- Arye Gross (VF : Patrice Dozier) : Albert Maysles
- Justin Louis (VF : Guillaume Lebon) : David Maysles
- Daniel Baldwin (VF : Antoine Schoumsky) : Julius "Cap" Krug
- Malcolm Gets (en) (VF : Éric Legrand) : George "Gould" Strong
- Louis Grise : Buddy Bouvier, jeune
- Joshua Peace : Buddy Bouvier, adulte
- Neil Babcock : Phelan Jr., jeune
- Ben Carlson : Phelan Jr., adulte
- Olivia Waldriff : Jacqueline Bouvier, 7 ans
- Neil Girvan : Concierge
- Timm Zemanek : Inspector
- Arnold Pinnock (en) : député
- Perry Mucci : jeune photographe
- Lorna Wilson : Molly, la femme de menage
- Marcia Bennett : hôtesse
- Evan Williams : jeune banquier
- Tamsen McDonough : modèle
- Kevin Etherington : photographe de mode (non-crédité)
- Sophie Goulet : patron (non-créditée)
- Dave Kiner : Louis (non-crédité)
- Duane Murray : Doorman (non-créditée)
- Catherine Marie Thomas : Lee Radziwill (non-créditée)

Source et légende : Version française (VF) sur RS Doublage et selon le carton du doublage français sur le DVD zone 2.

## Distinctions
- 61e cérémonie des Primetime Emmy Awards 2009 : Meilleure actrice dans une mini-série ou un téléfilm pour Jessica Lange
- 67e cérémonie des Golden Globes 2010 : Meilleure actrice dans une mini-série ou un téléfilm pour Drew Barrymore